# Tony Hale
Anthony "Tony" Hale (født 30. september 1970) er en amerikansk skuespiller bedst kendt for sin rolle som Buster i den amerikanske komedieserie Familie på livstid.

## Udvalgt Filmografi
- Stranger than Fiction (2006)
- Dantes Inferno (2007)
- The Heat (2013)

### Tv-serier
- Familie på livstid (2003–06, 2013–)